# Vársonkolyos
Vársonkolyos (1890-ig Sonkolyos, románul Șuncuiuș) falu Romániában, Bihar megyében, az azonos nevű község központja. 1919-ig és 1941–1944 között Magyarországhoz, Bihar vármegye Élesdi járásához tartozott. A település közvetlen környezete természetjárók és barlangászok kedvelt úticélja.

## Fekvése
A Király-erdő hegység északi peremén, a Sebes-Körös szurdokvölgyében fekszik. A falutól keletre éri el a folyó a tömbösödött jura kori mészkövet, amelybe festői, kanyargós szurdokvölgyet vágott magának (Vársonkolyosi-szoros). A falunál ömlik a Sebes-Körösbe a Méhsed (Mișid) és az Izbendis (Izbândiș). A környék bővelkedik barlangokban: itt, a Vársonkolyosi-szorosban található Közép-Európa egyik leghosszabb, több mint 50 kilométeres járata, a Szelek barlangja (Peștera Vîntului). Mellette említésre méltó az impozáns, hatalmas nyílású Nagy Magyar- (Peștera Unguru Mare, 250 m), a Kecskés-barlang (Peștera Napiștileu, 195 m), illetve a Méhsed völgyében a Meszes- (Peștera de la Izvor, 230 m), a Lesján- (Peștera Leșiana, 124 m) és a Bíró Lajos-barlang (Peștera Moanei, 1170 m). Az Izbendis völgyében található az északi Király-erdő csapadékát levezető, rendkívül bővizű Izbendis-barlang (Peștera Izbîndiș).

## Nevének eredete
A falu első említését 1294-ből ismerjük Sunkulus alakban, amely arra utalhat, hogy akkoriban méhészettel foglalkozó és léppel kereskedő emberek (sonkolyosok) élhettek itt. A román Șuncuiuș a magyar alakra vezethető vissza. Egy 1528-as adat a községet Várfalu néven említi.

## Története
A helyi hagyomány szerint Vársonkolyosnál található az Anonymus említette Igfon erdeje, s a Körös-szoros feletti magaslaton állnak a Tündér-vár (fortărea Zinelor) romjai, ahova az érkező magyarok elől való félelmében Mén-Marót bevette magát.

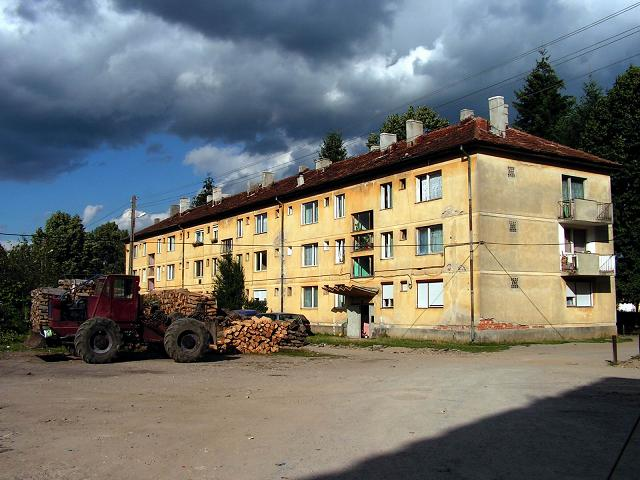
A szocializmus korabeli bányászlakótelep

Vársonkolyos a 16. században a Thelegdyek uradalmához tartozott, majd a 19. század elején a Kállayak, a század végén pedig Friedmann Rezső és a Zichyek voltak a földesurai. Ez utóbbi család egyik tagja, ifj. Zichy Ödön építtette a Körös-szoros feletti sziklán azt a vadászkastélyt, amelynek romjaira komfortos menedékház épült, udvarán kis faházakkal (Castelul Șuncuiuș). A 19. században a helyi lakosság megélhetését a gazdálkodás mellett a samott-tégla gyártására használt tűzálló agyag bányászata, a mészégetés és a fafeldolgozás biztosította. Vársonkolyos gazdaságára jótékony hatással volt a falut érintő nagyvárad–kolozsvári vasútvonal kiépítése. 1910-ben az 1302 fős lakosság nagy része ortodox vallású román volt, templomuk 1820-ban épült fel, s a magyarság lélekszáma alig több mint 1%-ot tett ki.
A szocializmus alatt több bányát nyitottak a környéken, s a nagy tömegben ideköltöző bányászok számára (mára leromlott állapotú) lakótelepet építettek. 1957-ben a kolozsvári barlangász, Bagaméri Béla fedezte fel a Szelek barlangját, s 1966-ban megalakult a döntően kolozsvári magyarok alkotta Amatőr Barlangász Klub (Clubul Speologilor Amatori). Tagjai további barlangokat tártak fel Vársonkolyosnál, így a vidék a természetjárók mellett a barlangászok egyik fő célpontja lett.

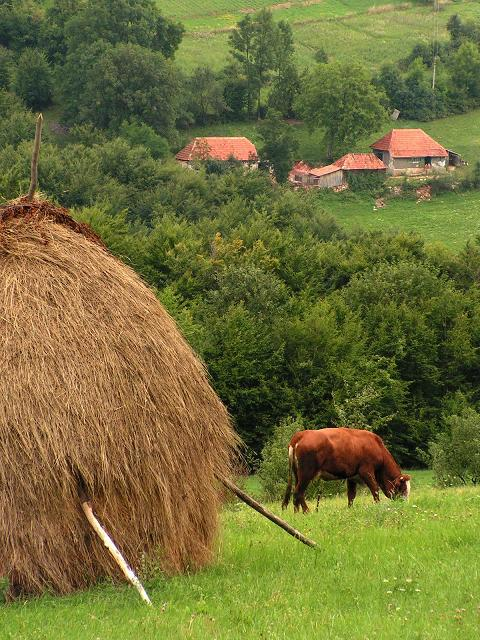
Király-erdői táj a település határában

Az 1992-es népszámlálás eredményei szerint a vársonkolyosi magyarok száma a 20. század során megsokszorozódott, a 2077 lakos 7%-a magyar (147 fő).

## Látnivalók
- A Sebes-Körös szurdokvölgye
- Nagy Magyar-barlang - Vársonkolyostól délkeletre, a Sebes-Körös egyik kanyarjában található, a bihari karsztvidék egyik legnagyobb bejáratú barlangja, bejáratának magassága 27, szélessége 42 méter.
- Szelek barlangja